# David Gemmell Award
Der David Gemmell Award ist ein britischer Literaturpreis, der seit 2009 für Werke aus dem Bereich Fantasy verliehen wird. Im ersten Jahr wurde der Preis nur für den besten Fantasy-Roman (Best Fantasy Novel) verliehen. Seit 2010 werden zwei weitere Preise vergeben bzw. es wird in zwei weiteren Kategorien verliehen, nämlich der Ravenheart Award für das beste Umschlagbild eines Fantasy-Titels (Best Fantasy Cover Art) und der Morningstar Award für das beste Debüt im Fantasy-Genre (Best Fantasy Newcomer). Seit 2011 heißt der Preis für den besten Fantasy-Roman Legend Award for Best Fantasy Novel. Die Preisträger werden durch ein offenes Abstimmungsverfahren bestimmt.
Der Preis ehrt das Andenken des 2006 verstorbenen britischen Heroic-Fantasy-Autors David Gemmell. Die Trophäe des Legend Award ist Modell von Snaga, der Axt  des Kriegers Druss aus Gemmells bekanntestem Roman Die Legende, hergestellt von Simon Fearnhamm. Die Trophäen von Ravenheart Award und Morningstar Award sind von Lee Blair hergestellte Fantasy-Figurinen.
Der Preis wird jährlich bei der Edge-Lit-Convention in Derby verliehen. Organisator und Vorsitzender des Preiskomitees ist der britische Fantasy-Autor Stan Nicholls.
| Kategorie                                   | Preisträger                                | Titel                                   |
| 2009                                        | 2009                                       | 2009                                    |
| ------------------------------------------- | ------------------------------------------ | --------------------------------------- |
| Best Fantasy Novel                          | Andrzej Sapkowski                          | Krew Elfów                              |
| 2010                                        |                                            |                                         |
| Best Fantasy Novel                          | Graham McNeill                             | Empire: The Legend of Sigmar            |
| Ravenheart Award for Best Fantasy Cover Art | Didier Graffet & Dave Senior & Laura Brett | Joe Abercrombie, Racheklingen           |
| Morningstar Award for Best Fantasy Newcomer | Pierre Pevel                               | Drachenklingen                          |
| 2011                                        |                                            |                                         |
| Legend Award for Best Fantasy Novel         | Brandon Sanderson                          | Der Weg der Könige & Der Pfad der Winde |
| Ravenheart Award for Best Fantasy Cover Art | Olof Erla Einarssdottir                    | Tansy Rayner Roberts, Power and Majesty |
| Morningstar Award for Best Fantasy Newcomer | Darius Hinks                               | Warrior Priest                          |
| 2012                                        |                                            |                                         |
| Legend Award for Best Novel                 | Patrick Rothfuss                           | Die Furcht des Weisen                   |
| Ravenheart Award for Best Fantasy Cover Art | Raymond Swanland                           | Warhammer: Blood of Aenarion            |
| Morningstar Award for Best Debut            | Helen Lowe                                 | The Heir of Night                       |
| 2013                                        |                                            |                                         |
| Legend Award for Best Novel                 | Brent Weeks                                | Lichtbringer                            |
| Ravenheart Award for Best Fantasy Cover Art | Didier Graffet & Dave Senior               | Joe Abercrombie, Red Country            |
| Morningstar Award for Best Debut            | John Gwynne                                | Macht                                   |
| 2014                                        |                                            |                                         |
| Legend Award for Best Novel                 | Mark Lawrence                              | Emperor of Thorns                       |
| Ravenheart Award for Best Fantasy Cover Art | Jason Chan                                 | Mark Lawrence, Emperor of Thorns        |
| Morningstar Award for Best Debut            | Brian McLellan                             | Promise of Blood                        |
| 2015                                        |                                            |                                         |
| Legend Award for Best Novel                 | Brandon Sanderson                          | Words of Radiance                       |
| Ravenheart Award for Best Fantasy Cover Art | Sam Green                                  | Brandon Sanderson, Words of Radiance    |
| Morningstar Award for Best Debut            | Brian Staveley                             | Der verlorene Thron                     |
| 2016                                        |                                            |                                         |
| Legend Award for Best Novel                 | Mark Lawrence                              | The Liar’s Key                          |
| Ravenheart Award for Best Fantasy Cover Art | Jason Chan                                 | Mark Lawrence, The Liar’s Key           |
| Morningstar Award for Best Debut            | Peter Newman                               | Vagrant                                 |
| 2017                                        |                                            |                                         |
| Legend Award for Best Fantasy Novel         | Gav Thorpe                                 | Warbeast                                |
| Morningstar Award for Best Fantasy Debut    | Megan E. O’Keefe                           | Steal the Sky                           |
| Ravenheart Award for Best Fantasy Cover Art | Alessandro Baldaserroni                    | Josh Reynolds, Black Rift               |
| 2018                                        |                                            |                                         |
| Legend Award for Best Fantasy Novel         | Robin Hobb                                 | Die Tochter des Wolfs                   |
| Morningstar Award for Best Fantasy Debut    | Nicholas Eames                             | Könige der Finsternis                   |
| Ravenheart Award for Best Fantasy Cover Art | Richard Anderson                           | Nicholas Eames, Könige der Finsternis   |